# Liste des lieux patrimoniaux du Nunavut
Cet article recense les lieux patrimoniaux du Nunavut inscrit au répertoire des lieux patrimoniaux du Canada, qu'ils soient de niveau provincial, fédéral ou municipal.

## Liste des lieux patrimoniaux
| [ 1 ] | Lieu patrimonial                               | Illustration                                  | Municipalité           | Adresse                                                    | Coordonnées      | No    | Constr. | Prot.                     | Rec. | Notes |
| ----- | ---------------------------------------------- | --------------------------------------------- | ---------------------- | ---------------------------------------------------------- | ---------------- | ----- | ------- | ------------------------- | ---- | ----- |
| F     | Épave du HMS Breadalbane                       | Téléverser                                    | Baffin, Unorganized    | Île Beechey                                                | à géolocaliser   | 15149 | 1843    | LHN                       | 1983 |       |
| T     | Fort Conger                                    | Téléverser                                    | Baffin, Unorganized    | Fort Conger                                                | 81.75 -64.75     | 16360 |         | Territorial Historic Site | 1978 |       |
| F     | Hutte Dedrick                                  | Téléverser                                    | Baffin, Unorganized    | Fort Conger                                                | 81.7449 -64.7858 | 18073 | 1900    | ÉFP classé                | 1991 | [ 3 ] |
| P     | Île Beechey                                    | Île Beechey                                   | Baffin, Unorganized    | Île Beechey                                                | 74 -91.9167      | 7105  |         | Territorial Historic Site | 1975 |       |
| P     | Île Dealy                                      | Téléverser                                    | Baffin, Unorganized    | Île Dealy                                                  | 74.9578 -108.707 | 7104  |         | Territorial Historic Site | 2009 |       |
| F     | Île Kodlunarn                                  | Téléverser                                    | Baffin, Unorganized    | Île Kodlunarn                                              | 62.8175 -65.4288 | 11908 | 1578    | LHN                       | 1964 |       |
| F     | Inuksuk                                        | Inuksuk                                       | Baffin, Unorganized    | Enukso Point                                               | 64.5667 -78.2    | 18947 |         | LHN                       | 1969 |       |
| F     | Port Refuge                                    | Téléverser                                    | Baffin, Unorganized    | Port Refuge, île Devon                                     | 77.0047 -96.1637 | 16024 |         | LHN                       | 1978 |       |
| F     | Poste de pêche à la baleine de l'île Blacklead | Téléverser                                    | Baffin, Unorganized    | Île Blacklead (en)                                         | 64.9827 -66.21   | 15787 | 1860    | LHN                       | 1985 |       |
| F     | Poste de peche à la baleine de l'ile Kekerten  | Poste de peche à la baleine de l'ile Kekerten | Baffin, Unorganized    | Île Kekerten                                               | 65.7016 -65.8193 | 15682 | 1857    | LHN                       | 1985 |       |
| F     | Sites de l'île Beechey                         | Sites de l'île Beechey                        | Baffin, Unorganized    | Île Beechey                                                | 74 -91.9167      | 17342 |         | LHN                       | 1993 |       |
| F     | Dortoir Atwell, bâtiment HAL B02C              | Téléverser                                    | Hall Beach             | North Warning Systems - FOX-M DEW Line Station             | 68.733 -81.2608  | 3290  | 1957    | ÉFP classé                | 2000 |       |
| F     | Entrepôt 2 HAL B13B                            | Téléverser                                    | Hall Beach             | North Warning Systems - FOX-M DEW Line Station             | 68.733 -81.2608  | 3087  | 1960    | ÉFP classé                | 2000 |       |
| F     | FOX-M, Édifice de l'aérogare                   | Téléverser                                    | Hall Beach             | North Warning Systems - FOX-M DEW Line Station             | 68.7 -81.26      | 3289  | 1960    | ÉFP classé                | 2000 |       |
| F     | Gare                                           | Téléverser                                    | Hall Beach             | North Warning Systems - FOX-M DEW Line Station             | 68.733 -81.2608  | 2998  | 1956    | ÉFP classé                | 2000 |       |
| F     | Hangar                                         | Téléverser                                    | Hall Beach             | North Warning Systems - FOX-M DEW Line Station             | 68.733 -81.2608  | 3058  | 1956    | ÉFP classé                | 2000 |       |
| F     | Train modulaire A                              | Téléverser                                    | Hall Beach             | North Warning Systems - FOX-M DEW Line Station             | 68.733 -81.2608  | 3082  | 1956    | ÉFP classé                | 2000 |       |
| F     | Train modulaire B                              | Téléverser                                    | Hall Beach             | North Warning Systems - FOX-M DEW Line Station             | 68.733 -81.2608  | 3084  | 1956    | ÉFP classé                | 2000 |       |
| F     | Erebus et Terror                               | Téléverser                                    | Kitikmeot, Unorganized | Baie Erebus, île du Roi-Guillaume                          | à géolocaliser   | 16563 |         | LHN                       | 1992 |       |
| F     | Arvia'juaq et Qikiqtaarjuk                     | Téléverser                                    | Kivalliq, Unorganized  | Île Sentry                                                 | 61.1516 -93.92   | 1161  |         | LHN                       | 1995 |       |
| P     | Île Marble                                     | Téléverser                                    | Kivalliq, Unorganized  | Île Marble                                                 | 62.6833 -91.1333 | 7102  |         | Territorial Historic Site | 1973 |       |
| F     | Passage de caribous en automne                 | Passage de caribous en automne                | Kivalliq, Unorganized  | Rivière Kazan entre les chutes Kazan et le lac Thirty Mile | 63.6435 -96.0495 | 9165  |         | LHN                       | 1995 |       |